# 卡尔文扎诺
卡尔文扎诺（義大利語：Calvenzano），是意大利贝加莫省的一个市镇。总面积6平方公里，人口3930人，人口密度655.0人/平方公里（2009年）。国家统计（ISTAT）代码为016047。